# Arthur Numan
Arthur Numan (14. prosince 1969, Heemskerk, Nizozemsko), je bývalý nizozemský fotbalový obránce a reprezentant a později fotbalový trenér. Mimo Nizozemska hrál ve Skotsku.
V současné době pracuje jako skaut klubu AZ Alkmaar.

## Klubová kariéra
V Nizozemsku hrál na profesionální úrovni za kluby HFC Haarlem, FC Twente a PSV Eindhoven. V letech 1998–2003 působil ve skotském týmu Rangers FC (v kádru byl od roku 2000 i jeho krajan a reprezentační spoluhráč Bert Konterman).

## Reprezentační kariéra
V A-mužstvu Nizozemska debutoval 14. 10. 1992 v kvalifikačním utkání v Rotterdamu proti týmu Polska (remíza 2:2). Celkem odehrál v letech 1992–2002 za nizozemský národní tým 45 zápasů, branku nevstřelil.
Zúčastnil se MS 1994 v USA, MS 1998 ve Francii, EURA 1996 v Anglii a EURA 2000 v Nizozemsku a Belgii.